# Weiße Lupine

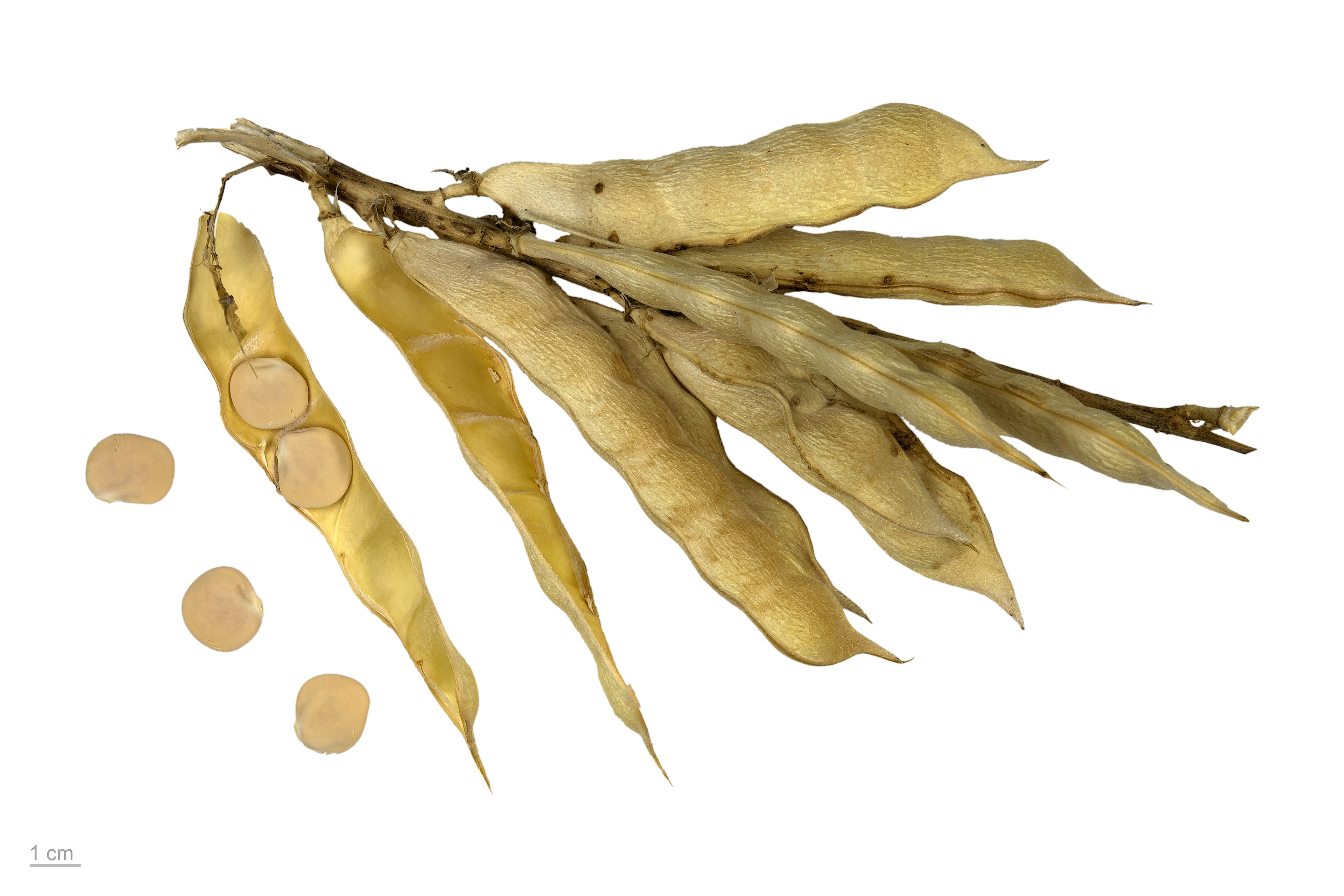
Früchte und Samen

Die Weiße Lupine (Lupinus albus) ist eine einjährige Pflanze aus der Gruppe der Schmetterlingsblütler (Faboideae), die im westlichen Mittelmeergebiet beheimatet ist und in Mitteleuropa angepflanzt wird.

## Merkmale
Die Weiße Lupine ist eine einjährige, krautige Pflanze, die eine Wuchshöhe von 20 bis 100 (selten 200) Zentimetern erreicht. Die Stängel sind oben verzweigt und anliegend seidig-zottig behaart.
Die gestielten Laubblätter sind fünf- bis neunzählig gefingert. Die ganzrandigen, abgerundeten bis spitzen, öfters stachelspitzigen Fiederblättchen sind kurz gestielt und verkehrt-eiförmig. Die der unteren Blätter sind 2,5 bis 3,5 Zentimeter lang und 1,4 bis 1,8 Zentimeter breit, die der oberen sind 4 bis 6 Zentimeter lang und ein bis 1,5 Zentimeter breit. Sie sind oberseits kahl und unterseits anliegend behaart. Die Nebenblätter sind borstenartig.

### Blüten und Früchte
Die Blüten stehen in 5 bis 10 Zentimeter langen, lockeren und endständigen Trauben. Die zwittrigen Schmetterlingsblüten sind deutlich gestielt und sind wechselständig bis wirtelig an der Rhachis angeordnet. Die Deckblätter der Blütenstiele sind hinfällig. Der behaarte Kelch ist 8 bis 9 Millimeter lang. Die Oberlippe des Kelchs ist ungeteilt bis leicht zweizähnig, die Unterlippe ist ungleich dreizähnig und etwas länger als die Oberlippe. Die Krone ist 15 bis 20 Millimeter lang und weiß bis violett-blau. Die 10 Staubblätter sind einbrüderig verwachsen. Die Narbe ist kugelig und trägt an der Basis einen Haarkranz. Blütezeit ist in Mitteleuropa von Juni bis September, nach Helmut Gams April bis Juli.
Die Hülsenfrüchte sind 6 bis 14 Zentimeter lang und 11 bis 20 Millimeter breit. Sie stehen aufrecht, sind geschnäbelt, steifhaarig, dann verkahlend und gelblich. Sie enthalten jeweils 3 bis 6 Samen, die flach, rundlich viereckig und 8 bis 14 Millimetern groß sind. Die Oberfläche ist glatt, matt und gelblich weiß.

### Chromosomenzahl
Die Chromosomenzahl beträgt 2n = 50.

## Inhaltsstoffe
Die Pflanzen wie die Samen enthalten giftige Chinolizidin-Alkaloide. Dabei werden zwei Chemotypen unterschieden: Bitterlupinen mit 0,3 bis 3 % Alkaloid in den Samen, sowie Süßlupine mit 0,004 bis 0,01 % Alkaloid im Kraut.
Die Hauptalkaloide sind Lupanin mit 47 %, 13-Hydroxylupanin mit 42 und Spartein mit 10 % des Alkaloidgehaltes. Im Kraut kommt auch noch Multiflorin in nennenswerten Mengen vor.
Vergiftungen sind wahrscheinlich auch auf die Lupinen-Lektine zurückzuführen.
Die Samen haben Eiweißgehalte von bis zu deutlich über 40 %, was die Kultur teils konkurrenzfähig zu Soja macht.

## Ökologie
Die Blüten werden von Hummeln und anderen Apiden bestäubt. Es ist eine Pollen-Schmetterlingsblume, die den Pollen durch einen Pumpmechanismus entlässt. Die Blüten sind proterandrisch. Eine Selbstbestäubung wird durch den Haarkranz an der Basis der Narbe nicht besonders erschwert. Die Pflanze ist zu mehr als 90 % Selbstbestäuber.
Die Ausbreitung erfolgt durch das Ausstreuen der Samen (Ballochorie): Die reifen, trockenen Hülsen platzen bei trockener Witterung leicht auf, die Weiße Lupine ist also ein Austrocknungsstreuer. Dabei rollen sich die Fruchtklappen schraubig ein. Dies geschieht aufgrund der über Kreuz liegenden Zelluloselagen in der Fruchtwand. Die Samen werden dadurch teils mehrere Meter weit geschleudert.

## Verbreitung und Standorte
Die Weiße Lupine ist im östlichen Mittelmeergebiet heimisch. Sie besitzt ursprüngliche Vorkommen in Italien, Griechenland, Albanien, Bulgarien, im früheren Jugoslawien und in der Türkei. In Mitteleuropa wird sie angebaut und verwildert selten. Dann ist sie auf Feldern und Ruderalstellen auf kalkarmen, sandigen Böden in wärmeren Lagen zu finden. Die Art ist weniger kalk- und frostempfindlich als die Gelbe Lupine (Lupinus luteus). Sie entwickelt sich schneller und liefert höhere Erträge, sie braucht aber für die normale Entwicklung mehr Wärme.
Die ökologischen Zeigerwerte nach Landolt et al. 2010 sind in der Schweiz: Feuchtezahl F = 2 (mäßig trocken), Lichtzahl L = 4 (hell), Reaktionszahl R = 3 (schwach sauer bis neutral), Temperaturzahl T = 5 (sehr warm-kollin), Nährstoffzahl N = 3 (mäßig nährstoffarm bis mäßig nährstoffreich), Kontinentalitätszahl K = 3 (subozeanisch bis subkontinental).

## Nutzung

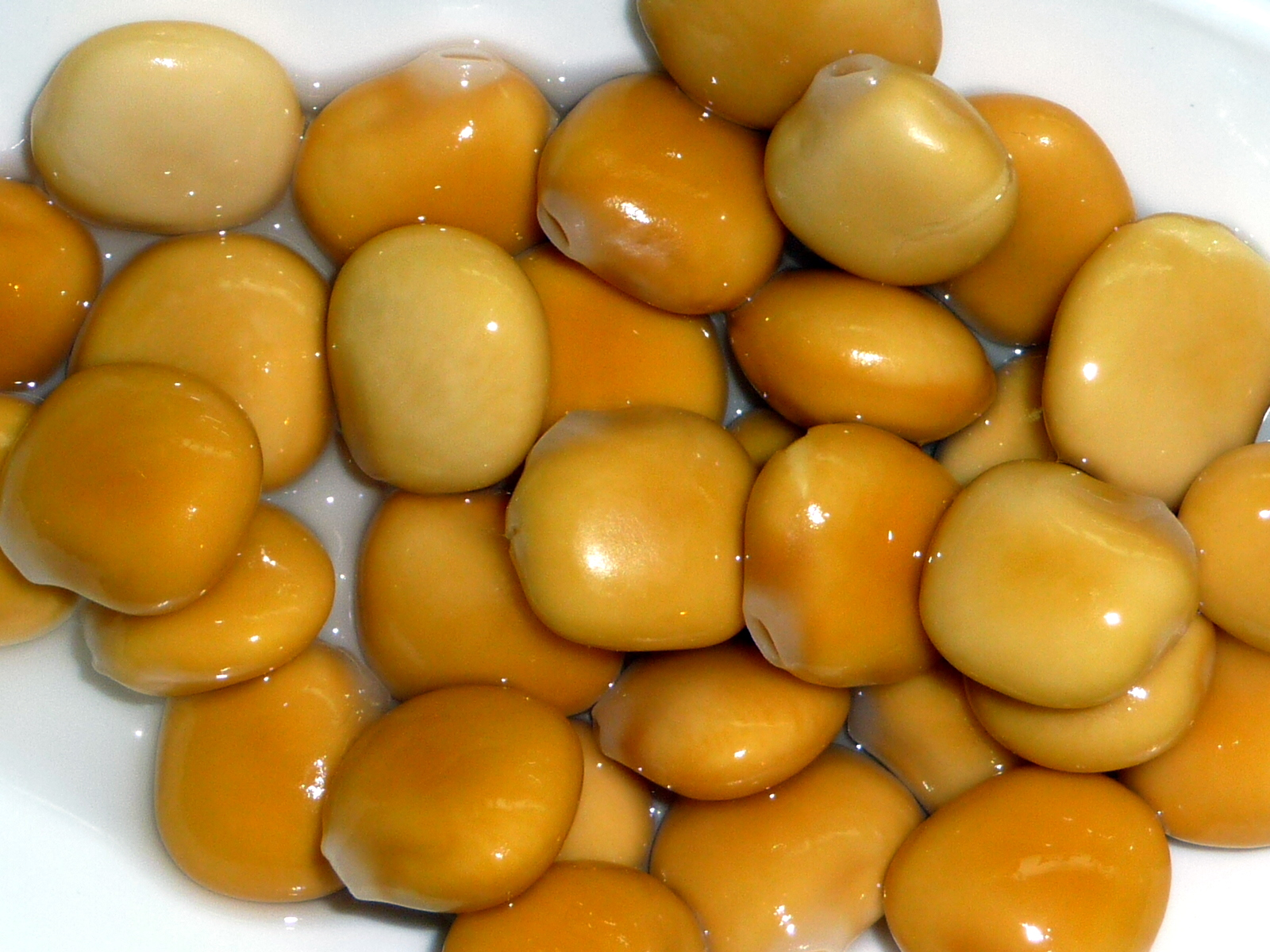
Gekochte und in Salzlake eingelegte Bohnen der Weißen Lupine

Die Weiße Lupine wird wegen ihres hohen Eiweiß- und Kohlenhydrat-Gehaltes kultiviert.
Im Vergleich zu anderen Lupinen hohe Eiweiß- und Öl-Gehalte und das etwas höhere Ertragspotenzial machen die weiße zur meistkultivierten Lupinenart.
Die Weiße Lupine ist eine geschätzte Nahrungspflanze und wird in manchen Mittelmeerländern kultiviert – besonders in Ägypten.
Sie dient als Grün- oder Trockenfutterpflanze oder als Gründüngung. Alkaloidarme Sorten werden auch als Körnerfutter verwendet.
In ihren traditionellen Anbaugebieten werden die Samen nach einer Bearbeitung, bei der Bitterstoffe entfernt werden, auch für die menschliche Ernährung genutzt: dem Brotmehl können 10 bis 20 % Lupinenmehl zugemischt werden. In vielen Ländern werden in Wasser eingeweichte und gekochte Lupinensamen auf Märkten verkauft und in Bars als Delikatesse (ähnlich Sonnenblumenkernen) als Imbiss angeboten. In Italien, Spanien, Portugal und manchen Regionen Brasiliens ist es ein sehr populärer Imbiss. (italienisch: lupini, portugiesisch: tremoços, spanisch: altramuces oder chochos, katalanisch: tramussos, baskisch: eskuzuria, galicisch: chícharos de raposo)

## Taxonomie und Systematik
Die Weiße Lupine wurde 1753 von Carl von Linné in Species Plantarum Band 2, Seite 721 als Lupinus albus erstbeschrieben.
Man kann 2 Unterarten unterscheiden:
- Lupinus albus subsp. albus
- Lupinus albus subsp. graecus (Boiss. & Spruner) Franco & P.Silva: Sie kommt in Italien, Sardinien, Kreta, Griechenland, Albanien, Bulgarien, im früheren Jugoslawien und in der Türkei vor.[5]

## Geschichte
Der Beginn der Geschichte der Kultivierung der Lupine in der alten Welt wird oft mit der Zeit der alten ägyptischen Zivilisation in Verbindung gebracht. Es ist allerdings wahrscheinlicher, dass im antiken Griechenland mit der Kultur begonnen wurde, wo ihre größte Biodiversität konzentriert war und wildwachsende Formen bis heute bewahrt wurden (ssp. graecus). Ein auf der Balkanhalbinsel verwilderter Vertreter einer anderen Unterart der weißen Lupine (ssp. termis und ssp. albus) wächst nun in der freien Natur. Daneben ist der griechische Ursprung der Kultur der Lupinen durch ihren griechischen Namen termis belegt, welcher als „leidenschaftlich“ übersetzt werden kann. Die Weiße Lupine verbreitete sich Schritt für Schritt von Griechenland in angrenzende Länder, besonders nach Ägypten und ins Römische Reich. Die Formen der wie die Schmalblättrige Lupine auch Feigbohne genannten Wolfsbohne (Lupinus) mit weißen Samen und pink und blauen oder hellpinken Blüten (Lupinus termis) verbreitete sich hauptsächlich Richtung Süden (Ägypten, Libyen und Palestina), während die Formen mit weißen Kernen und gräulich-blauen oder weißen Blüten (Lupinus albus) Richtung Westen zog (Apennin-Halbinsel und weiter).
Der Anbau ist im Mittelmeergebiet seit dem 4. Jahrhundert v. Chr. belegt. Es gibt dort eine Reihe archäologischer Fundgebiete, darunter aus dem bronzezeitlichen Santorin und einer Reihe Orte des römischen Ägypten. Seit dem 16. Jahrhundert wird sie auch in Deutschland angebaut.
Seit Mitte der 1990er Jahre führte die Anthraknose zu einem raschen Rückgang des kommerziellen Anbaus. Die Pilzkrankheit verursachte bei der hauptsächlich angebauten Sorte ‚Amiga‘ teils vollständigen Ertragsausfall. Seit 1997 sind alkaloidarme Sorten der resistenteren schmalblättrigen Lupine erhältlich. Mit den resistenteren Sorten 'Frieda' und 'Sulimo' nahm der Anbau der weißen Lupine wieder zu.

## Vergiftungen
Beim Menschen kommen Vergiftungen durch die Samen selten vor. Sie lösen Erbrechen, Krämpfe, Lähmungen und Kreislaufstörungen aus. Auch Todesfälle wurden beschrieben.
Bei Nutztieren kommen zwei Arten vor: Vergiftungen durch Alkaloide (Lupine poisoning) äußert sich in Muskelzittern, Erregung, Taumeln, Krämpfen, Koma und sogar Tod der Tiere. Die zweite Art, die Lupinose, wird durch verdorbenes Futter verursacht: Der Pilz Phomopsis leptostromiformis (Deuteromycetes) bildet Peptidtoxine (Phomopsine), die bei betroffenen Tieren – insbesondere Schafen, Rindern und Pferden – Leberschäden hervorrufen. Akute Vergiftung äußert sich in Appetitlosigkeit und Gelbsucht. Der Tod tritt binnen zwei bis 14 Tagen ein, bei geringen Dosen binnen zwei Monaten. Der zuverlässige Nachweis von Phomopsin kann nach adäquater Probenvorbereitung durch die Kopplung der HPLC mit der Massenspektrometrie erfolgen.